# Втрати Росії у російсько-українській війні (з 2014)

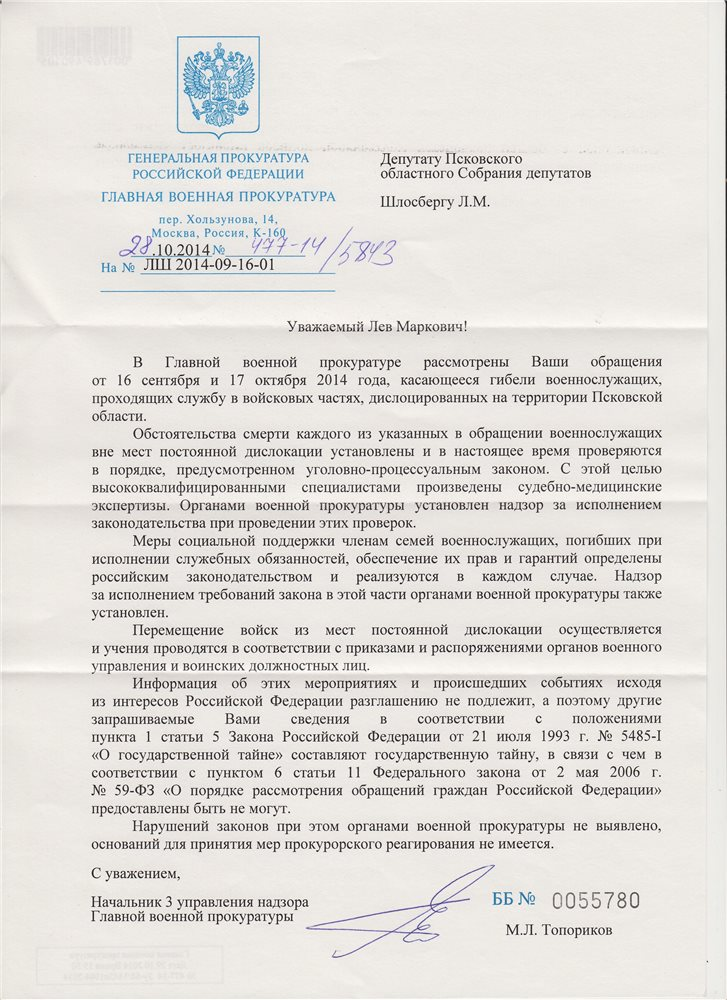
Офіційна відповідь Головної військової прокуратури Росії, в якому підтверджується загибель псковських десантників влітку 2014 року. Обставини загибелі — «державна таємниця»

28 травня 2015 року Президент РФ Володимир Путін своїм указом засекретив інформацію про втрати особового складу Міністерства оборони Росії «у мирний час у період проведення спеціальних операцій». У червні 2015 група російських громадських активістів, журналістів та юристів оскаржила цей указ, який, на думку заявників, має на меті приховати втрати російської армії на сході України і суперечить закону, котрий не наділяє президента повноваженнями щодо розширення переліку відомостей, які становлять державну таємницю. 13 серпня 2015 Верховний суд Російської Федерації відмовив у задоволенні скарги позивачів, заявивши, що рішення Президента Росії не суперечить Конституції РФ і є захистом інформації про дислокацію, структуру та оперативну обстановку у збройних силах, що становить державну таємницю. У Кремлі заявили, що «підписання указу про засекречування втрат військових у спецопераціях у невоєнний час ніяк не пов'язано з подіями на сході України, в яких, за версією Москви, російські війська „не беруть участі“».

## Війна на сході України

### Звіти про кількість втрат
Російське популярне видання «Ділове життя» (рос. «Деловая жизнь») частково розкрило дані про російські втрати вбитими та важкопораненими в Україні станом на 1 лютого 2015 року. В своїй інтернет-статті «Підвищення зарплати військовослужбовцям у 2015 році» (рос. «Повышение зарплаты военнослужащим в 2015 году») було оприлюднено наступне:

| Також, Урядом Росії було прийнято важливе рішення про грошову компенсацію військовослужбовцям, які брали участь у військових діях на сході України. Так, для сімей загиблих військовослужбовців, які брали участь у військових діях в Україні, грошова компенсація складе 3 млн рублів, а для військовослужбовців, які отримали інвалідність під час бойових дій — 1.5 млн рублів. Крім того, передбачена виплата контрактникам «бойових» за кожен день перебування в зоні військового конфлікту в розмірі 1800 рублів. Загалом, станом на 1 лютого 2015 року, вже виплачена грошова компенсація для більш 2000 сімей загиблих військових і для 3200 військовослужбовців, які отримали важкі поранення і визнані інвалідами.[2]Оригінальний текст (рос.) Также, Правительством России было принято важное решение о денежной компенсации военнослужащим, принимавшим участие в военных действиях на востоке Украины. Так, для семей погибших военнослужащих, принимавших участие в военных действиях на Украине, денежная компенсация составит 3 млн рублей, получившим инвалидность во время боевых действий — 1.5 млн рублей. Кроме того, предусмотрена выплата контрактникам «боевых» за каждый день пребывания в зоне военного конфликта в размере 1800 рублей. Всего, по состоянию на 1 февраля 2015 года, уже выплачена денежная компенсация для более 2000 семей погибших военных и для 3200 военнослужащих, получивших тяжелые ранения и признанных инвалидами. |
Згодом інтернет-статтю було підкореговано і наведений уривок видалено, але він залишився в кеші Google.
10 березня 2015 року Держдепартамент США озвучив, що число загиблих в Україні російських кадрових військових становить 400—500 чоловік.
На початку березня 2016 року, група російських волонтерів організації «Вантаж-200 з України в Росію» опублікували список громадян РФ, які загинули на Донбасі. Список містить 2081 прізвище, при цьому зазначається, що точно відомо про поховання 649 російських військовослужбовців, які брали участь в бойових діях на Донбасі, та обставини, за яких вони загинули. Інформація про ще 194 особи уточнюється.
Анонімний OSINT-дослідник Necro Mancer, що займається встановленням, документацією і аналізом подій російсько-української війни, станом на 23 лютого 2022 року зафіксував імена щонайменш 5982 вбитих (включаючи не бойові втрати) російських загабників та місцевих проросійських колаборантів, починаючи з березня 2014. В 2014 році було зафіксовано 1654 вбитих, в 2015—1508, в 2016—655, в 2017—598, в 2018—443, в 2019—413, в 2020—308, в 2021—251, в 2022 — 25, рік загибелі 127 бойовиків та військових РФ невідомий. У списку загиблих— 3 генерала, 15 полковників, 24 підполковника, 31 майор За даними УВКПЛ ООН число вбитих — 6517 убитих.
За неповними даними СБУ, оприлюдненими 15 березня 2016 року на власній сторінці в Твіттері, в Україні вже загинуло понад 1 600 кадрових російських військовослужбовців з 26 військових підрозділів ЗС РФ, а фактично «загальні втрати набагато більші».
05.03.2018 року, група «Інформаційний спротив», оприлюднила списки безповоротних і санітарних втрат особового складу ЗС РФ за станом на 6 годину ранку 7 вересня 2014 року, згідно яких Російська Федерація втратила близько 500 кадрових російських військовослужбовців убитими і пораненими. Серед загиблих 15 офіцерів — 3 лейтенанта, 3 старших лейтенанта, 6 капітанів, 1 майор, 2 підполковники. Найвищі втрати у військових за підрозділами — у 18-ї окремої мотострілецької бригади та 76-ї десантно-штурмової дивізії.

### Список загиблих

#### 2014
| №  | Світлина | Прізвище, ім'я, по батькові                                            | Про особу | Дата смерті               | Обставини смерті |
| -- | -------- | ---------------------------------------------------------------------- | --- | ------------------------- | --- |
| 1  |          | Давоян Армен                                                           | 21 рік, Нижній Новгород (РФ). 29 загін спецназу, м. Уфа (29 ОСН «Булат» ВВ МВС Росії) / Інше джерело: розвідувальний батальйон 9-ї окремої Вісленської мотострілецької бригади, яка постійно дислокована в м. Нижньому Новгороді (РФ) і Дзержинську (РФ).                                    | 14 липня 2014             | Під час перетину українсько-російського кордону було знищено мінометним вогнем 10 озброєних осіб. Інше джерело (телеканал «Дождь» з посиланням на нижньогородський комітет солдатських матерів): загинув, підірвавшись на міні під Луганськом. |
| 2  |          | Воронов Олександр                                                      | 8 окрема мотострілецька бригада. Село Бєляйково, Нижньогородська область (РФ) / Інше джерело: розвідувальний батальйон 9-ї окремої Висленської мотострілецької бригади, яка постійно дислокована в м. Нижньому Новгороді (РФ) і Дзержинську (РФ).                                            | 14 липня 2014             | Під час перетину українсько-російського кордону було знищено мінометним вогнем 10 озброєних осіб. Інше джерело (телеканал «Дождь» з посиланням на нижньогородський комітет солдатських матерів): загинув, підірвавшись на міні під Луганськом. |
| 3  |          | Максутов Ільдар (рос. Максутов Ильдар)                                 | 20 років, Астрахань (РФ). Солдат строкової служби 106-ї гвардійської повітряно-десантної дивізії, в/ч 41450 (Рязань) | 28 липня 2014             | Помер 28 липня в результаті отриманої вибухової рани, чисельних осколкових поранень голови, живота, внутрішніх органів, гострої крововтрати та обвуглювання тіла. За іншими джерелами, загинув від вогнепального поранення. |
| 4  |          | Даргієв Рахман Рамзанович (рос. Даргиев Рахман Рамзанович)             | 1976, Дагестан. Санітарний інструктор, рядовий 18-ї мотострілецької бригади, в/ч 27777 (ст. Калиновська, Чечня) | 9 серпня 2014             | Загинув 9 серпня, за деякими даними поблизу міста Сніжне Донецької області, похований у середині серпня у Дагестані. |
| 5  |          | Ібрагімов Хізир Хусейнович (рос. Ибрагимов Хизир Хусейнович)           | 1972, Дагестан. Розвідник, рядовий 18-ї мотострілецької бригади, в/ч 27777 (ст. Калиновська, Чечня) | 9 серпня 2014             | Загинув 9 серпня, за деякими даними поблизу міста Сніжне Донецької області, похований у середині серпня у Дагестані. |
| 6  |          | Мідаєв Магомед Хізирович (рос. Мидаев Магомед Хизирович)               | 1984, Дагестан. Розвідник, рядовий 18-ї мотострілецької бригади, в/ч 27777 (ст. Калиновська, Чечня) | 9 серпня 2014             | Загинув 9 серпня, за деякими даними поблизу міста Сніжне Донецької області, похований у середині серпня у Дагестані. |
| 7  |          | Федоров Володимир Васильович (рос. Федоров Владимир Васильевич)        | 1981. Командир групи, лейтенант 18-ї мотострілецької бригади, в/ч 27777 (ст. Калиновська, Чечня) | 9 серпня 2014             | Загинув 9 серпня, за деякими даними поблизу міста Сніжне Донецької області. |
| 8  |          | Місирбаєв Арбі Умалтаєвич (рос. Мисирбаев Арби Умалтаевич)             | 1978, Дагестан. Старший розвідник, старший сержант 18-ї мотострілецької бригади, в/ч 27777 (ст. Калиновська, Чечня) | 9 серпня 2014             | Загинув 9 серпня, за деякими даними поблизу міста Сніжне Донецької області, похований у середині серпня у Дагестані. |
| 9  |          | Закаєв Ібрагим Саїд-Амінович (рос. Закаев Ибрагим Саид-Аминович)       | 1981, Дагестан. Розвідник-гранатометник, рядовий 18-ї мотострілецької бригади, в/ч 27777 (ст. Калиновська, Чечня) | 9 серпня 2014             | Загинув 9 серпня, за деякими даними поблизу міста Сніжне Донецької області, похований у середині серпня у Дагестані. |
| 10 |          | Махматханов Майрабек Махматсултанович                                  | 1979, Дагестан. Розвідник-снайпер, рядовий 18-ї мотострілецької бригади, в/ч 27777 (ст. Калиновська, Чечня) | 9 серпня 2014             | Загинув 9 серпня, за деякими даними поблизу міста Сніжне Донецької області, похований у середині серпня у Дагестані. |
| 11 |          | Алієв Абдулхаким Байрамалієвич (рос. Алиев Абдулхаким Байрамалиевич)   | 1990, Дагестан. Мінер-розвідник, рядовий 18-ї мотострілецької бригади, в/ч 27777 (ст. Калиновська, Чечня) | 9 серпня 2014             | Загинув 9 серпня, за деякими даними поблизу міста Сніжне Донецької області, похований у середині серпня у Дагестані. |
| 12 |          | Назіров Ісмаїл Солманович (рос. Назиров Исмаил Солманович)             | 1967, Дагестан. Командир відділення, мол. сержант 18-ї мотострілецької бригади, в/ч 27777 (ст. Калиновська, Чечня) | 9 серпня 2014             | Загинув 9 серпня, за деякими даними поблизу міста Сніжне Донецької області, похований у середині серпня у Дагестані. |
| 13 |          | Пєшков Юрій (рос. Пешков Юрий)                                         | 38 років, підполковник, начальник інженерної служби російської 18-ї мотострілецької бригади (ст. Калиновська, Чечня) | 11 серпня 2014            | Загинув 11 серпня, за деякими даними, поблизу міста Сніжне Донецької області. |
| 14 |          | Пилипенко Євген (рос. Пилипенко Евгений)                               | 27 років, ст. лейтенант, командир ремонтної роти російської 18-ї мотострілецької бригади (ст. Калиновська, Чечня) | 11 серпня 2014            | Загинув 11 серпня, за деякими даними, поблизу міста Сніжне Донецької області. |
| 15 |          | Араптанов Марсель                                                      | 1983, Куюргузинсткий район, Башкортостан (РФ), військовослужбовець 17-ї окремої гвардійської мотострілецької бригади (в/ч 65384, м. Шалі, Чечня) | 12 серпня 2014            | Загинув 12 серпня. Похований 22 серпня в с. Новотаймасово Куюргузинського району Башкортостану, у військового була відірвана голова. |
| 16 |          | Кузьмін Костянтин Володимирович (рос. Кузьмин Константин Владимирович) | 11 жовтня 1984, с. Ікряне, Астраханська область (РФ). Сержант контрактної служби (імовірно) 17-ї окремої гвардійської мотострілецької бригади (в/ч 65384, м. Шалі, Чечня). Раніше брав участь в бойових діях на територіях Чечні та Грузії.                                                  | 12 серпня 2014            | Помер 12 серпня в результаті отриманої вибухової рани, чисельних осколкових поранень голови, живота, внутрішніх органів, гострої крововтрати та обвуглювання тіла |
| 17 |          | Туманов Антон Михайлович                                               | 5 жовтня 1993, 20 років, м. Козьмодем'янськ, Марій Ел, військовослужбовець 18-ї окремої мотострілецької бригади, в/ч 27777 (ст. Калиновська, Чечня) | 13 серпня 2014            | Помер у «пункті тимчасової дислокації в/ч 27777» від чисельних осколкових поранень нижніх кінцівок внаслідок вибуху та втрати крові поблизу міста Сніжне Донецька область. Матір Туманова розповіла, що спілкувалася з майором в/ч у Чечні телефоном. Той підтвердив, що Туманов був вбитий в Україні, але відмовився давати якісь подробиці. За його словами, наказ «був даний згори у вербальній формі».                                                           |
| 18 |          | Гусамов Рустам Рунатович                                               | Новосибірськ, військовослужбовець за контрактом 18-ї окремої мотострілецької бригади, в/ч 27777 (ст. Калиновська, Чечня) | 13 серпня 2014            | Загинув поблизу м. Луганськ. |
| 19 |          | Тімін Захар (рос. Тимин Захар)                                         | 1989 р.н., м. Бугульма, Республіка Татарстан (РФ), командир 1-го мотострілецького взводу 33-ї окремої розвідувальної бригади (гірської), в/ч 22179 м.Майкоп, (РФ). | 16 серпня 2014            | Загинув при виконанні т. зв. «службових обов'язків» на території України. |
| 20 |          | Карпенко Олексій Вікторович (рос. Карпенко Алексей Викторович)         | 1 липня 1974, військовослужбовець 76-ї гвардійської десантно-штурмової дивізії (м. Псков, РФ) | 18 серпня 2014            | Загинув 18 серпня, похований 23 серпня на Новому кладовищі «Крестовское», м. Пскова. |
| 21 |          | Короленко Антон Володимирович (рос. Короленко Антон Владимирович)      | 3 квітня 1987, військовослужбовець 76-ї гвардійської десантно-штурмової дивізії (м. Псков, РФ) | 18 серпня 2014            | Загинув 18 серпня, похований 25 серпня у Павловському районі Воронезької області. |
| 22 |          | Кічаткін Леонід Юрійович (рос. Кичаткин Леонид Юрьевич)                | 30 вересня 1984, військовослужбовець 76-ї гвардійської десантно-штурмової дивізії (м. Псков, РФ) | 19 серпня 2014            | Загинув 19 серпня, похований 25 серпня поблизу м. Пскова на кладовищі с. Вибути. |
| 23 |          | Осіпов Олександр Сергійович (рос. Осипов Александр Сергеевич)          | 15 грудня 1993, військовослужбовець 76-ї гвардійської десантно-штурмової дивізії (м. Псков, РФ) | 20 серпня 2014            | Загинув 20 серпня, похований 25 серпня поблизу м. Пскова на кладовищі с. Вибути. |
| 24 |          | Ларіонов Вадим Олександрович (рос. Ларионов Вадим)                     | 15 квітня 1992, м. Братськ, Іркутська область, військовий-контрактник з (імовірно) 17-ї окремої гвардійської мотострілецької бригади (в/ч 65384, м. Шалі, Чечня) | 21 серпня 2014            | Загинув 21 серпня. |
| 25 |          | Пилипчук Андрій (рос. Пилипчук Андрей)                                 | 24 червня 1991, с. Шушкодом Буйський район Костромська область (РФ), військовослужбовець 331-го гвардійського полку 98-ї гвардійської повітряно-десантної дивізії ПДВ (м. Кострома) | 21 серпня 2014            | Загинув після 20 серпня, орієнтовно 21—23 серпня 2014 року. |
| 26 |          | Андріянов Сергій (рос. Андриянов Сергей)                               | 20 років, РФ. Рядовий, військовослужбовець за контрактом 137-го парашутно-десантного полку, в/ч 41450 (Рязань), 106-ї повітряно-десантної дивізії. | 23 серпня 2014 орієнтовно | Рідним розповідав, що він в Ростові. 22 серпня дзвонив своїй дівчині, 28 серпня родичі отримали повідомлення про смерть. Тіло для поховання привезли за п'ять діб в військовій формі, брудне і в крові. Як каже дівчина Андрія, — ні для кого не секрет, де саме хлопець загинув, «всі знають, що це сталось в Україні». |
| 27 |          | Герасимов Сергій (рос. Герасимов Сергей)                               | 26 років, військовослужбовець військової служби за контрактом розвідувального взводу 331-го гвардійського полку 98-ї гвардійської повітряно-десантної дивізії ПДВ (м. Кострома) | 24 серпня 2014            | Загинув 24 серпня 2014 р. (відповідно до дати на надгробку з місця поховання). Похований на кладовищі м. Костроми. |
| 28 |          | Кільченбаєв Ільнур Ряжанович (рос. Кильченбаев Ильнур)                 | 27 січня 1986, с. Альмясово Кугарчинський район, Башкирія (РФ), старший стрілець саперно-десантного штурмового батальйону, військовослужбовець військової служби за контрактом 31-ї гвардійської ордена Кутузова II ступеня окремої десантно-штурмової бригади ПДВ (в/ч 73612) м. Ульяновськ | 25 серпня 2014            | Загинув 25 серпня 2014 року на території України. |
| 29 |          | Бєлозьоров Олександр (рос. Белозёров Александр)                        | с. Нова Майна, Мелекеський район, Уляновська область (РФ), військовослужбовець військової служби за контрактом 31-ї гвардійської ордена Кутузова II ступеня окремої десантно-штурмової бригади ПДВ (в/ч 73612) м. Ульяновськ                                                                 | 25 серпня 2014            | Загинув 25 серпня 2014 року мінометним вогнем на території України. |
| 30 |          | Селезньов Сергій (рос. Селезнев Сергей)                                | м. Владимир (РФ), військовослужбовець військової служби за контрактом 331-го гвардійського парашутно-десантного полку (в/ч 71211, м. Кострома) 98-ї гвардійської дивізії ПДВ | 25 серпня 2014            | Звістка про смерть до рідних прийшла 28 серпня, похований 2 вересня у м. Костромі. |
| 31 |          | Касьянов Олексій Михайлович (рос. Касьянов Алексей)                    | 1 січня 1982, військовослужбовець військової служби за контрактом 331-го гвардійського парашутно-десантного полку (в/ч 71211, м. Кострома) 98-ї гвардійської дивізії ПДВ | 25 серпня 2014            | Загинув 25 серпня 2014 р. (відповідно до дати на надгробку з місця поховання). Похований на кладовищі м. Костроми. |
| 32 |          | Бушин Микола (рос. Бушин Николай)                                      | м. Ульяновськ (РФ), капітан, заступник командира 4-го взводу 4-ї роти 31-ї гвардійської ордена Кутузова II ступеня окремої десантно-штурмової бригади ПДВ (в/ч 73612) | 26 серпня 2014            | Загинув 26 серпня 2014 року на території України. Інформацію про смерть сина підтвердила його мати. |
| 33 |          | Ганін Дмитро Олегович (рос. Ганин Дмитрий Олегович)                    | 24 жовтня 1989, селище Колтубанівський Бузулукського району Оренбурзької області (РФ), військовослужбовець контрактної служби 104 десантно-штурмового полку 76-ї гвардійської дивізії (м. Псков)                                                                                             | 26 серпня 2014            | Загинув 26 серпня 2014 року, найімовірніше в районі смт Георгіївка Лутугинського району Луганської області. |
| 34 |          | Бараков Владислав                                                      | 20 років, м. Касимів Рязанської області (РФ), військовослужбовець 6-ї окремої Червонопрапорної танкової бригади (Муліно) | 26 серпня 2014            | Дата загибелі — до 26 серпня 2014 року, згорів у танку. Родичі не говорять, де саме, тільки підтверджують факт його смерті. |
| 35 |          | Караваєв Василь (рос. Караваев Василий)                                | 19 років, с. Кува Кудимкарського району Пермського краю (РФ). Військовослужбовець військової служби за контрактом 21-ї окремої мотострілецької бригади (Тоцьке Оренбурзька область) | 27 серпня 2014            | 21 серпня отримав важкі поранення на Донеччині, а через 5 діб помер в лікарні. Останній раз виходив на зв'язок з родичами 21 серпня — повідомляв, що прибув на навчання в Ростовську область. Родичам повідомляються суперечливі версії. |
| 36 |          | Терехов Анатолій (рос. Терехов Анатолий)                               | 29 років, с. Красний Яр Красноярський район, Астраханська область (РФ). Військовослужбовець за контрактом в/ч 09332 (м. Гудаута) | 28 серпня 2014            | Загинув 28 серпня. |
| 37 |          | Шараборін Микола (рос. Шараборин Николай)                              | 25 років, селище Горний, Улетовський район, Забайкальський край (РФ). Імовірно, військовослужбовець 247-го гвардійського десантно-штурмового Кавказького козачого полку (м. Ставрополь). | 29 серпня 2014            | Загинув поблизу м. Донецьк наприкінці серпня, похований 5 вересня у рідному селі. Державний телеканал Росії «Чита» повідомив, що Шараборін загинув в Донецьку «в боях з карателями». За його інформацією, на Донбас він потрапив нібито ще в травні, де вступив «до лав ополчення». Разом з тим, в соцмережах родичі військового пишуть, що в момент загибелі він був «при виконанні», а з 4 вересня, військові посилили контроль в'їзду на територію селища Горний. |
| 38 |          | Засов Олексій (рос. Засов Алексей)                                     | 1992, м. Новоуральськ, Свердловська область (РФ). Контрактник 31-ї гвардійської окремої десантно-штурмової бригади, в/ч 73612 (м. Ульяновськ). | 29 серпня 2014            | Загинув 29 серпня на території України. |
| 39 |          | Ковальов В'ячеслав Сергійович (рос. Ковалев Вячеслав)                  | 15 травня 1993, с. Шутіно, Катайський район, Курганська область (РФ). Контрактник 31-ї гвардійської окремої десантно-штурмової бригади, в/ч 73612 (м. Ульяновськ). | 29 серпня 2014            | Помер 29 від поранень, отриманих під час мінометного обстрілу. Похований 9 вересня у рідному селі. |
| 40 |          | Куликов Олександр (рос. Куликов Александр)                             | 23 червня 1981, м. Нерчинськ, Забайкальський край (РФ). Військовослужбовець — контрактник 76-ї дивізії ВДВ (м. Псков) | 31 серпня 2014            | Загинув 31 серпня на території України. Похований 10 вересня у Пскові. За деякими російськими джерелами з посиланням на його родичів, загинув під час супроводження т. н. «гуманітарного конвою» |
| 41 |          | Травкін Анатолій (рос. Травкин Анатолий)                               | 28 років, Кострома (РФ). Військовослужбовець військової служби за контрактом 98-ї гвардійської дивізії ПДВ (м. Кострома) | серпень 2014              | Загинув на території України у серпні 2014 року. Поховання відбулося у м. Костромі 4 вересня. |
| 42 |          | Іванов Інокентій (рос. Иванов Иннокентий)                              | 27 років, с. Бахтай, Аларський район, Усть-Ординський Бурятський округ (РФ). Сержант контрактної служби (імовірно) 17-ї окремої гвардійської мотострілецької бригади (в/ч 65384, м. Шалі, Чечня)                                                                                             | серпень 2014              | Загинув у серпні, похований наприкінці серпня у рідному селі. |
| 43 |          | Бараков Владислав Олександрович (рос. Бараков Владислав Александрович) | 20 років, м. Касимов, Рязанська область (РФ). Військовослужбовець 6-ї окремої танкової бригади, в/ч 54096, входить до складу 20-ї загальновійськової армії зі штабом у Муліно. | кінець серпня 2014        | Загинув наприкінці серпня. |
| 44 |          | Баранов Віталій (рос. Баранов Виталий)                                 | 10 листопада 1992, Великі Луки (РФ). Військовослужбовець військової служби за контрактом 76-ї гвардійської дивізії (м. Псков) | до 3 вересня 2014         | Загинув не пізніше 3 вересня 2014 року, імовірно поблизу м. Сніжне |
| 45 |          | Мезенцев Максим (рос. Мезенцев Максим)                                 | 4 січня 1990, c. Подчер'є, Вуктильський район, Республіка Комі (РФ). Військовослужбовець військової служби за контрактом 76-ї гвардійської дивізії (м. Псков) | до 3 вересня 2014         | Загинув не пізніше 3 вересня 2014 року, імовірно при нападі на український блокпост. |
| 46 |          | Відєнєєв Микола (рос. Виденеев Николай)                                | бл. 32 років, Оренбург (РФ). 70-й окремий підрозділ спецпризначення ГРУ | 3 вересня 2014            | Загинув під час штурму Донецького аеропорту 3 вересня 2014 р. |
| 47 |          | Камєнєв Євген (рос. Каменев Евгений)                                   | 1988, Кострома, військовослужбовець військової служби за контрактом 331-го гвардійського парашутно-десантного полку (в/ч 71211, м. Кострома) 98-ї гвардійської дивізії ПДВ | 3 вересня 2014            | Загинув 3 вересня 2014 р. (відповідно до дати на надгробку з місця поховання). Похований на кладовищі м. Костроми. |
| 48 |          | Трундаєв Євген Валентинович (рос. Трундаев Евгений Валентинович)       | 28 років, Зарайськ Московська область, старший лейтенант, командир протитанкового взводу 1 мотострілецького батальйону 200-ї Окремої мотострілецької бригади особливого призначення (в/ч № 08275, Печенга (смт) Мурманська область).                                                         | 15 жовтня 2014            | Вбитий під містом Щастя у Луганській області під час нападу на українських силовиків. Похований 22 жовтня у Зарайську. |
| 49 |          | Буланов Павло (рос. Буланов Павел А.)                                  | 28 років, Єкатеринбург. Старший сержант ППС поліції Єкатеринбурга, звільнений у липні 2014 року. Іменний жетон з двоглавим орлом та написом (рос. «Пограничная служба»), номер Я-068305. | 30 жовтня 2014            | Отримав важкі поранення в районі аеропорту Донецька, українські військові повезли його до лікарні, але по дорозі він помер. Доставлений у морг Красноармійська. При собі мав табельну зброю, військовий квиток, паспорт громадянина РФ та індивідуальний жетон. |
| 50 |          | Сурайкін Григорій (рос. Сурайкин Григорий)                             | с. Дубровське, Ічалківський район, Мордовія, РФ. Проходив службу в 11-й окремій гвардійській десантно-штурмовій бригаді Збройних Сил РФ (Улан-Уде). Входив до терористичного угруповання «ДНР».                                                                                              | 1 грудня 2014             | Розірвало на частини від вибуху гранатомета, який здетонував під час підриву окупанта на розтяжці під Маріуполем (Донецька область). |

#### 2015
| № | Світлина | Прізвище, ім'я, по батькові  | Про особу | Дата смерті     | Обставини смерті |
| - | -------- | ---------------------------- | --- | --------------- | --- |
| 1 |          | Сунгатуллін Мунір Мансурович | 27 років, Татарстан. Старший лейтенант 6 ОТБр ЗС РФ. | 8 лютого 2015   | Загинув у підбитому поблизу Дебальцевого Т-72Б3.                                                                                           |
| 2 |          | Михайлов Віктор Валерійович  | 27 років, Республіка Чувашія. Старший лейтенант 6 ОТБр ЗС РФ. | 8 лютого 2015   | Загинув у підбитому поблизу Дебальцевого Т-72Б3.                                                                                           |
| 3 |          | Шашкін Сергій Олександрович  | 27 років, Самара. Капітан 23 ОМСБр ЗС РФ, командир роти снайперів. | 8 лютого 2015   | Загинув під час обстрілу РСЗВ. |
| 4 |          | Смірнов Дмитро Володимирович | 03.05.1981, майор в/ч 89462 ЗС РФ, похований на преображенському кладовищі Сосновського району Челябінської області.                                                                                                   | 16 березня 2015 | Загинув внаслідок кульового поранення голови.                                                                                              |
| 5 |          | Мамаюсупов Тимур Бахтіярович | 21.11.1993, позивний «Мамай», військовослужбовець 16 ОБрСпН ЗС РФ, похований на кладовищі села Кук-Тяка біля міста Азнакай, республіки Татарстан, РФ.                                                                  | 5 травня 2015   | 5 травня 2015 поблизу Новотроїцького українськими військовими було відбито напад ДРГ та знищено 3 військовослужбовців зі складу 16 ОБрСпН. |
| 6 |          | Кардаполов Іван Васильович   | 12.07.1992, позивний «Кардан», військовослужбовець 16-ї окремої бригади спеціального призначення ГУ ГШ МО РФ (м. Тамбов, в/ч 54607), похований на кладовищі міста Галас, Курганської області.                          | 5 травня 2015   | 5 травня 2015 поблизу Новотроїцького українськими військовими було відбито напад ДРГ та знищено 3 військовослужбовців зі складу 16 ОБрСпН. |
| 7 |          | Савєльєв Антон Олександрович | 12.05.1994, позивний «Сава», військовослужбовець 16-ї окремої бригади спеціального призначення ГУ ГШ МО РФ (м. Тамбов, в/ч 54607), похований на кладовищі селища Нові Ляди, Тамбовський район Тамбовської області, РФ. | 5 травня 2015   | 5 травня 2015 поблизу Новотроїцького українськими військовими було відбито напад ДРГ та знищено 3 військовослужбовців зі складу 16 ОБрСпН. |
| 8 |          | Чухман Антон Володимирович   | 1978 р.н., Амурська область. Підполковник в/ч 89462 ЗС РФ, начальник відділення по взаємодії з комісаріатами. Прізвище прикриття — «Гуров».                                                                            | 31 липня 2015   | Загинув у Краснодоні. |
| 9 |          | Михайлов Роман Борисович     | 38 років. Підполковник 20 ЗА ЗС РФ. | 15 серпня 2015  | Загинув у ДТП під Алчевськом. |

#### 2016
| № | Світлина | Прізвище, ім'я, по батькові  | Про особу                                                                         | Дата смерті  | Обставини смерті                                                                                  |
| - | -------- | ---------------------------- | --------------------------------------------------------------------------------- | ------------ | ------------------------------------------------------------------------------------------------- |
| 1 |          | Бушуєв Олександр Миколайович | 41 рік, Благовіщенськ. Полковник ЗС РФ, в ОРДЛО обіймав посаду командира 7 ОМСБр. | 3 липня 2016 | 3 липня 2016 автомобіль Бушуєва було підірвано на фугасі на залізничному переїзді близ Харцизька. |

### Обставини смерті уточнюються
- Андрейченко Сергій, російський генерал, загинув поблизу м. Тельманове Донецької області.[77]
- Андропов Євген Олександрович, 23 жовтня 1986 р.н., м. Москва, військовослужбовець 45-го окремого полку СП ПДВ, знищений 26.05.2014 р.[78]
- Алєксєєв Олексій, вбитий поблизу м. Антрацит.[79][80]
- Бандура Сергій Вікторович, 21.02.1978 р.н, м. Москва, знищений 25.05.2014 р.[78]
- Банщиков Антон Олександрович, м. Копєйськ Челябінської області, лейтенант, загинув поблизу м. Сніжне Донецької області.[81]
- Базанов Володимир, Перм.[82]
- Боргояков Миколай Артемович, 1991, с. Пуланконь Хакасія, контрактник, загинув не раніше 18 серпня 2014 р.[83]
- Борис, військовий развідник, загинув не пізніше 25 липня 2014 р.[84]
- Бунін Даніїл, Сиктивкар, загинув до 3 вересня 2014 р.[85]
- Власов Олександр Мірзаєвич, 19.05.1977 р.н., м. Москва, військовослужбовець 45-го окремого полку СП ПДВ, знищений 26.05.2014 р.[78]
- Волков Сергій Михайлович, 13 листопада 1986, Псков, загинув 12 липня 2014 р.[86]
- Воронцов Павло, 22 роки, Чита, помер від поранень у лікарні Краснодона не пізніше 1 вересня 2014 р.[87]
- Гаражий Артем, Щолково.[88]
- Гарафієв Руслан, Нижній Новгород, 76-а гв. дивізія (Псков), загинув 22 серпня 2014 р.[89][90]
- Герасимчук Василь Богданович, 14 січня 1987, Псков, загинув 30 серпня 2014 р.[91]
- Горбачов Дмитро, військовослужбовець за контрактом.[92]
- Гісматуллін Д., військовослужбовець.[93]
- Даніелян Артур Бабкенович, 8 липня 1989, Ставрополь, молодший сержант, проходив службу за контрактом у 247 ДШП, у в/ч 54801 (м. Ставрополь) як командир 2-го парашутно-десантного взводу, 2-го парашутно-десантного відділення, 1-ї парашутно-десантної роти.[94]
- Дерій Роман, 30 листопада 1989, Санкт-Петербург, строковик служив в 2ОБрСпН ГРУ в/ч 44917, загинув 5 вересня 2014 р. в бою в Станиці Луганській, від розриву танкового снаряду.[95][96]
- Долгов Дмитро, м. Остров Псковська область, 76-а гв. дивізія (Псков), загинув 22 серпня 2014 р.[89][97]
- Жаров Олександр, Ленінградська область, спецназівець ГРУ, був вбитий 11 жовтня 2014 р.[98][99]
- Жилін Павло Анатольевич, 1992, Воронеж, 98 гв. ВДД, в/ч 71211, загинув у серпні 2014 р.[100]
- Єфремов Олександр, 1992 р.н., м. Москва, військовослужбовець 45-го окремого полку СП ПДВ, знищений 26.05.2014 р.[78]
- Злогодух Микола, 1993, м. Шар'я Костромська область.[101]
- Ібрагімов Едуард, 1991, Зілаїрський район, 31-а бригада (м. Ульяновськ) загинув не пізніше 5 вересня 2014 р.[102][103][104]
- Карпухин Виктор, 25 років, 4 вересня 2014 р.[105]
- Кашпуренко Юрій, 29 років, військовослужбовець за контрактом, вбитий в Україні.[106][107]
- Качай Ілля Валерійович, 06.07.1977 р.н., м. Москва, військовослужбовець 45-го окремого полку СП ПДВ, знищений 26.05.2014 р.[78]
- Кодаков Д., 40 років, підполковник прикордонного управління ФСБ Росії по Ростовській області, за офіційною російською версією нібито патрулював територію російсько-українського кордону поблизу хутора Чернікова, де наткнувся на невстановлений боєприпас та загинув.[108]
- Корольков Іван, терорист, знищений 28 січня 2015 року в районі Дебальцеве, був похований 07.03.2015 в цинковій труні на Власихінському кладовищі м. Барнаул.[109]
- Костяков Сергій, 11.03.1987 р.н., м. Москва, знищений 07(?).08.2014[78][110]
- Кочуков Ігор, Тамбов, 76-а гв. дивізія (Псков), загинув 22 серпня 2014 р.[89]
- Кінібаєв Тлеужан, 11 березня 1992, сел. Ізмайловський, Кізільський район, Челябінська область, 76-а гв. дивізія (Псков), загинув 19 серпня 2014 р.[111][107]
- Кіргізов Хушвант, 31 рік, Татарстан, військовослужбовець 8-я ОМСБр в/ч 16544, загинув не пізніше 5 вересня 2014 р.[112]
- Клейн Володимир, 1991, Санкт-Петербург, Кантемировська 275 САП, в/ч 48763, 275САП (Наро-Фомінськ), загинув 29 серпня 2014 р.
[113]
- Климентьєв Олексій Віталійович, 1991, Братськ, Іркутська область військовослужбовець 45-го окремого полку СП ПДВ, знищений 26.05.2014 р.[84]
- Клімов Іван, 1992, Псков, 76-а гв. дивізія (Псков), загинув 22 серпня 2014 р.[89]
- Клімов Сергій, 1989, Ульяновськ, 31-а бригада (м. Ульяновськ)[114]
- Кузнецов Олександр, контрактник, в/ч 54801.[115]
- Красилов Микола Михайлович, 1982, майор 200 ОМСБр ЗС РФ, командир роти. Загинув 04.08.2016[116][117]
- Кукушкін Дмитро, 17.06.1971 р.н, м. Москва, знищений 03.10.2014 р.[78]
- Кухта Ілля, Кем, Карелія, 76-а гв. дивізія (Псков), загинув 22 серпня 2014 р.[89][118]
- Лобарев Евген, 1986, Тамбовська область, військовослужбовець 45-го окремого полку СП ПДВ, знищений 26.05.2014 р.
- Максимов Ілля, 1994, Псков, 76-а гв. дивізія (Псков), загинув 22 серпня 2014 р.[89]
- Марасін Костянтин, капітан 3-го рангу, командир 2-го диверсійного загону, військовослужбовець 159-го загону ОСПН БПДСС, в/ч 87200 ТОФ (Приморський край, Шкотово-23, бухта Павловського, затока Стрілок), загинув поблизу м. Маріуполь[119]
- Михайлов Олексій Володимирович, 29.10.1994 р.н, м. Тюмень; військовослужбовець за контрактом ЗС РФ, загинув 19.10.2014 року на Донбасі.[120]
- Матвієць Микола(або Костянтин), Бєлгород, 76-а гв. дивізія (Псков), загинув 22 серпня 2014 р.[89][92][121]
- Медведев Іван, 1992, Ліпецьк, загинув не пізніше 7 серпня 2014 р., служив в 16 ОБрСпН ГРУ ГШ в/ч 54607 (м. Тамбов)[122]
- Мєдвєдев Максим (рос. Медведев Максим), 30 грудня 1991, Самара, військовослужбовець 45-го окремого полку СП ПДВ, загинув 23 серпня 2014 р. під Луганськом (Лисиче (селище))[123][124][125]
- Мізін Микола, капітан-лейтенант, командир розвідгрупи, військовослужбовець 159-го загону ОСПН БПДСС, в/ч 87200 ТОФ (Приморський край, Шкотово-23, бухта Павловського, затока Стрілок), загинув поблизу м.Маріуполь.[119]
- Мірошин Андрій Геннадьевич, 2 лютого 1994, Козельськ Калузька область, війсковослужбовець 4-оі гвардійської танкової дивізіЇ (Кантемирівська танкова дивізія) в/ч 19612 г. Наро-Фомінськ, загинув не пізніше 26 серпня 2014 року[126]
- Моргунов Вадим Анатолійович, м. Москва, військовослужбовець 200-ї омсбр, знищений 22.09.2014 р.[78]
- Муллін Евген Петрович, 23 липня 1987, Єкатеринбург, війсковослужбовець, в\ч 09332,(Абхазія, м. Гудаута), загинув у зоні АТО[127]
- Муратов Давран, 23 липня 1992, Бариш, 31-я гв. ОДШБр ВДВ в/ч 73612 (м. Ульянівськ)[128][129][130]
- Насієв Рустам, 1991, м. Макушино, Курганська область, 76-а гв. дивізія (Псков), загинув 22 серпня 2014 р.[89][131]
- Науменко Микола, м. Москва, знищений не пізніше 16.11.2014 р.[78]
- Нохрін Олександр, Псков.[132]
- Нікітін Н. О., військовослужбовець.[93]
- Нєскородєв Я. С., військовослужбовець, мол.сержант[93]
- Палкін Микола, Кантемировська 275 САП, в/ч 48763, 275САП (м. Наро-Фомінськ), загинув 29 серпня 2014 р.[133]
- Полстянкін Михайло, загинув 25 серпня 2014 р.[134]
- Полянин Максим, 76-а гв. дивізія (Псков), загинув 22 серпня 2014 р.[89][135][136]
- Разум Кирило, капітан 2-го рангу, Герой Росії, військовослужбовець 159-го загону ОСПН БПДСС, в/ч 87200 ТОФ (Приморський край, Шкотово-23, бухта Павловського, затока Стрілок), загинув поблизу м.Маріуполь[119]
- Романов, військовослужбовець.[93]
- Русаков Сергій Костянтинович, 07.10.1993 р.н., м. Москва, військовослужбовець 6 отбр (нп Муліно, Нижньогородська область), знищений 24.08.2014 р.[137]
- Саньков Микита Сергійович, 31.17.1991 р.н., м. Єкатеринбург, військовослужбовець 19 МСбр, в/ч 20634; лейтенант, знищений 9.01.2015 р.[138]
- Селезньов Сергій Олександрович, 17 квітня 1992, Владимир, в/ч 71211, Кострома (98 гвдд, 331 гв ПДП), востаннє на зв'язок виходив 22 серпня, рідним про смерть повідомили 28 серпня 2014 р.[107][139]
- Семакін Павло, Псков[140]
- Сілкін Віталій, Псков, 76-а гв. дивізія (Псков), загинув 22 серпня 2014 р.[89][141]
- Смирнов Юрій[142]
- Стехін Максим Олександрович, 11 жовтня 1989, м. Бугульма Татарстан, контрактник армії РФ, загинув 27 серпня 2014 р., похований у братській могилі.[143]
- Страх Денис, 26 березня 1990, Ставрополь, в/ч 63365, в/ч 54801 247 ДШП, загинув до 2 вересня 2014 р.[95]
- Сокол Іван Володимирович, 12 травня 1986, с. Солов'ї Псковського району Псковської області, вбитий 30 серпня 2014 р.[91]
- Соколов Артем, Вологда, 331 гвардійський полк, 98 дивізія ПДВ (м. Іваново), пропав безвісти наприкінці серпня 2014 р.[144]
- Соколов Микита Іванович (похорони — 17.08.2014) — офіційно родичам повідомили, що десантник повісився.[145]
- Таланов Євген, 30 серпня 1972, Новокузнецьк, 8-я ОМСБр в/ч 16544[146]
- Тимофєєв Олександр, Псков, 76-а гв. дивізія (м. Псков), загинув 22 серпня 2014 р.[89][147]
- Тимошкін Олексій Васильович, 22 жовтня 1987, Новий Уренгой, в/ч 32515, 104 Гвардійський Десантно-штурмовий полк (м. Псков), загинув не пізніше 29 серпня 2014 р.[148]
- Усмонов Рахмуддін, 1992, Самара.[149][150]
- Федорченко Андрій Сергійович, 1993, сел. Ува, Удмуртія. Потрапив у полон, потім був убитий під час артобстрілу в м. Іловайськ.[151]
- Фетісов Олексій[152][153], 1 квітня 1992, Чусовий, Пермський край, військовослужбовець в/ч 16544, загинув 29 серпня 2014 р. поблизу Донецька.[154]
- Хлебков Виталій, 6-я Ченстоховская ОТБ в/ч 54096.[84]
- Цепляєв Микита, 1993, Курган, 76-а гв. дивізія (Псков), загинув 22 серпня 2014 р.[89][155]
- Циган Олександр, 1989, Раменське, Московська область, військовослужбовець 45-го окремого полку СП ПДВ.[84]
- Юрін Олексій Анатольевич, 1994, Можайськ, Московська область, військовослужбовець 45-го окремого полку СП ПДВ.[84]
- Яковлєв Артем, 22 роки, с. Полтавка, Омська область, 106-а гв. повітряно-десантна дивізія, загинув у серпні 2014 р., похований 4 вересня у рідному селі.[156]

## Повномасштабна війна

### Звіти про кількість втрат
Дослідники інтернет-видання «Важные истории» станом на 2 грудня 2022 року відзначили підтвердження у відкритих джерелах загибелі 9023 військових ЗС РФ та колаборантів з ОРДЛО.
Станом на 17 листопада 2023, адміністраторами телеграм-каналу «Горюшко» на основі відкритих джерел були встановлені імена 35 940 російських військових та бійців ПВК, знищених в ході повномасштабного вторгнення РФ в Україну. В лютому-березні 2022 було зафіксовано 1072 вбитих, в квітні — 860, в травні — 1138, в червні — 1067, в липні — 865, в серпні — 658, у вересні — 884, у жовтні — 1278, у листопаді — 1208, у грудні — 1327, у січні 2023 — 2344, у лютому 2023 — 2959, у березні 2023 — 3289, у квітні 2023 — 3 129, у травні 2023 — 2499, у червні — 2329, у липні — 1899, у серпні — 1979, у вересні — 1830, у жовтні — 2208, у листопаді — 1159. Інший телеграм-канал «Груз-200 ЛыДыныры» на основі відкритих джерел станом на 17 листопада 2023 року встановив імена 886 бойовиків ОРДЛО. В лютому 2022 року було зафіксовано 45 вбитих, у березні — 286, у квітні — 146, у травні — 70, у червні — 48, у липні — 40, у серпні — 58, у вересні — 40, у жовтні — 45, у листопаді — 31, у грудні — 16, у січні 2023 — 28, у лютому — 14, у березні — 31, у квітні — 3, у травні — 8, у червні — 4, у липні — 3, у вересні — 1.
Станом на 15 липня 2023 року, чеська моніторингова група «Russian Officers killed in Ukraine» повідомила, що в Україні було ліквідовано 2509 російських генералів та офіцерів, в тому числі, 1 генерал-лейтенант, 4 генерал-майорів, 64 полковників, 166 підполковників, 319 майорів, 448 капітанів, 732 старших лейтенантів, 441 лейтенантів, 30 молодших лейтенантів, 127 молодших офіцерів запасу / у відставці, 117 старших офіцерів запасу.
З різних відкритих джерел та публікацій журналістів станом з 24 лютого на 11 грудня 2022 відомо про загибель щонайменше 55 іноземних громадян у лавах російської армії (1 білорус, 16 осетинів, 9 таджиків, 13 киргизів, 2 італійця, 1 серб, 1 замбієць, 1 словак, 9 сирійців, 1 абхаз та 1 молдованин)[джерело?].
З 22 грудня 2022 влада самопроголошеної республіки «ДНР» перестала публікувати дані про втрати своїх бойовиків. У іншій квазідержаві «ЛНР» про втрати бойовиків взагалі не повідомляли, але дослідники Російської служби Бі-бі-сі припускають, що на основі відкритих джерел, можна говорити про загибель щонайменше 4700 колаборантів з Донеччини та понад 1350 — з Луганщини. Крім цього, в соцмережах Бі-бі-сі виявила понад 4400 повідомлень і постів людей, які шукають своїх родичів чоловічої статі, які опинилися в лавах "народних міліцій" і давно не виходили на зв'язок. Деякі з тих, кого шукали у перші місяці війни, вже повернулися додому «вантажем 200».
Анонімний OSINT-дослідник Necro Mancer, що займається встановленням, документацією і аналізом подій російсько-української війни, станом на 31 березня 2024 року зафіксував імена щонайменш 15 638 вбитих (включаючи небойові втрати) російських загабників та місцевих проросійських колаборантів, що загинули під час повномасштабного вторгнення в Україну. Нижче наведено його відомі дані про безповоротні втрати за місяцями (не бойові, померлі не в Україні (але брали часть у війні) та зниклі безвісти.
| Місяць                     | Кількість |
| -------------------------- | --------- |
| лютий                      | 461       |
| березень                   | 1663      |
| квітень                    | 814       |
| травень                    | 830       |
| червень                    | 440       |
| липень                     | 424       |
| серпень                    | 366       |
| вересень                   | 585       |
| жовтень                    | 724       |
| листопад                   | 482       |
| грудень                    | 451       |
| січень 2023                | 895       |
| лютий                      | 741       |
| березень                   | 1022      |
| квітень                    | 434       |
| травень                    | 364       |
| червень                    | 741       |
| липень                     | 1077      |
| серпень                    | 403       |
| вересень                   | 205       |
| жовтень                    | 275       |
| листопад                   | 237       |
| грудень                    | 188       |
| січень 2024                | 174       |
| лютий                      | 192       |
| березень                   | 139       |
| точна дата смерті невідома | 1531      |

Інший OSINT-дослідник «Герой в мешке» на основі відкритих джерел станом на 24 серпня 2022 року встановив імена 5005 ліквідованих російських загабників та бойовиків з ОРДЛО.
Дослідники групи «Медіазона» спільно із російською службою Бі-Бі-Сі станом на 24 березня 2023 року в російських ЗМІ зафіксували підтвердження загибелі не менше 18 023 російських військовиків, серед яких щонайменше 3150 найманців ПВК (у тому числі 2259 завербованих в'язнів), 2110 мотострільців, 1905 добровольців, 1629 десантників, 1617 мобілізованих, 588 морських піхотинців, 563 танкістів, 437 росгвардійців, 427 артилеристів, 403 спецназівців, 150 моряків, 130 льотчиків та 115 інженерів. РФ з початку вторгнення втратила майже 2000 офіцерів, 211 з них — це старший та вищий склад (підполковники, полковники та генерали).
Станом на 17 січня 2023 року 79 військовослужбовців ЗС РФ посмертно були представлені до найвищої державної нагороди - Герой Російської Федерації. Серед них — 2 генерали, 7 полковників, 10 підполковників, 11 майорів.
За оцінкою CSIS, на кінець лютого 2023 року загальні втрати РФ убитими та пораненими становлять 200-250 тис., включаючи 60-70 тис. загиблих (включаючи втрати самопроголошених ДНР та ЛНР та найманців ПВК “Вагнер”). Втрати РФ за рік війни з Україною перевищили втрати СРСР та Росії у всіх війнах після Другої світової разом узятих. Темп втрат також значно перевищує втрати у минулих війнах — у Чеченських війнах російська армія втрачала від 95 до 185 вояк на місяць, в Афганістані — 130-145, в Україні — 5-5,8 тисячі вбитих на місяць.
Станом на кінець грудня 2024 року, за даними видання "Горизонтальная Россия", кількість цивільних жертв на території країни-агресора за весь період повномасштабного вторгнення сягнула мінимум 394 особи, найбільше — в Бєлгородській області. При цьому видання встановило імена 282 з усіх підтверджених жертв. Найбільші одночасні втрати були під час падіння Су-34 в Єйську і вибухів в Бєлгороді 30 грудня 2023 року.

#### Кількість загиблих за регіоном
- Станом на 11 грудня 2024 року журналістам видання «Кавказ.Реалии» на основі відкритих джерел були встановлені імена 10613 знищених російських військових — уродженців та жителів Північного Кавказу та Півдня Росії (Чечня, Дагестан, Адигея, Інгушетія, Краснодарський край, Карачаєво-Черкесія, Калмикія, Кабардино-Балкарія, Північна Осетія, Ставропольський край[200]).
- За підрахунками видання «Idel.Реалии» на 19 квітня 2025 року вдалося встановити імена 31 942 російських військових, які народилися в республіках та областях Поволжя (Башкортостан, Татарстан, Кіровська область, Марій Ел, Мордовія, Нижегородська область, Оренбурзька область, Пензенська область, Пермський край, Самарська область, Саратовська область, Удмуртія, Ульяновська область, Чувашія, Астраханська область[201]).
- За підрахунками видання «Сибирь.Реалии» на 13 жовтня 2023 року вдалося встановити імена щонайменш 9096 російських військових, які народилися в областях та регіонах Сибіру та Далекого Сходу. Лідери за кількістю загиблих — Республіка Бурятія, Забайкальський та Красноярський краї[202].
- За підрахунками видання «Север.Реалии» на 13 жовтня 2023 року вдалося встановити імена щонайменш 3132 російських військових, які народилися в областях та регіонах Північного Заходу РФ. Лідери за кількістю загиблих — Архангельська та Калінінградська області[203].
- Журналісти «Крым.Реалии» станом на 19 квітня 2025 року зафіксували підтвердження загибелі 1315 російських військових — уродженців окупованого Криму[204].

### Поіменні списки загиблих

#### Втрати кадрових формувань РФ
- Втрати ЗС РФ внаслідок вторгнення в Україну (лютий 2022)
- Втрати ЗС РФ внаслідок вторгнення в Україну (березень 2022)
- Втрати 3-ї окремої бригади спеціального призначення (РФ)
- Втрати 5-ї окремої танкової бригади (РФ)
- Втрати 11-ї окремої десантно-штурмової бригади
- Втрати 14-ї окремої бригади спеціального призначення
- Втрати 21-ї окремої мотострілецької бригади
- Втрати 31-ї окремої десантно-штурмової бригади
- Втрати 37-ї окремої мотострілецької бригади
- Втрати 39-ї окремої мотострілецької бригади
- Втрати 40-ї окремої бригади морської піхоти
- Втрати 45-ї окремої бригади спеціального призначення
- Втрати 51-го парашутно-десантного полку
- Втрати 55-ї окремої мотострілецької бригади
- Втрати 64-ї окремої мотострілецької бригади
- Втрати 104-го десантно-штурмового полку
- Втрати 108-го десантно-штурмового полку
- Втрати 137-го парашутно-десантного полку
- Втрати 126-ї окремої бригади берегової оборони
- Втрати 234-го десантно-штурмового полку
- Втрати 239-го танкового полку
- Втрати 247-го десантно-штурмового полку
- Втрати 155-ї окремої бригади морської піхоти
- Втрати 810-ї окремої бригади морської піхоти
- Втрати кадирівців
- Втрати Національної гвардії Росії

#### Втрати бойовиків
- Втрати батальйону «Зоря»
- Втрати батальйону «П'ятнашка»
- Втрати Козачої національної гвардії
- Втрати ПВК Вагнера
- Втрати 4-ї окремої мотострілецької бригади
- Втрати 5-ї окремої мотострілецької бригади «Оплот»
- Втрати 6-го окремого мотострілецького козачого полку
- Втрати 7-ї окремої мотострілецької бригади
- Втрати 14-го батальйону територіальної оборони «Прізрак»
- Втрати 100-ї окремої мотострілецької бригади «Республіканська гвардія»
- Втрати батальйону «Спарта»

#### Дата смерті невідома
1. Шокун Олександр Володимирович (рос. Шокун Александр Владимирович) — 40 років, капітан, начальник зв'язку, командир взводу управління, 11-та окрема гвардійська десантно-штурмова бригада в/ч 32364 м. Улан-Уде. Загинув до 12 березня 2022 р.[205]
2. Михалев Олександр Сергійович (рос. Михалев Александр Сергеевич) — 33 роки, старший сержант, командир відділення, 11-та окрема гвардійська десантно-штурмова бригада в/ч 32364 м. Улан-Уде. Загинув до 12 березня 2022 р.[206] За іншими даними загинув 24 лютого 2022 р. прикриваючи своїх бійців.[207]
3. Воронов Антон Костянтинович (рос. Воронов Антон Константинович) — 31 рік, сержант, командир відділення 11-та окрема гвардійська десантно-штурмова бригада, в/ч 32364 м. Улан-Уде. Загинув до 12 березня 2022 р.[206]
4. Романов Євгеній Миколайович (рос. Романов Евгений Николаевич) — 33 роки, єфрейтор, 11-та окрема гвардійська десантно-штурмова бригада, в/ч 32364 м. Улан-Уде. Загинув до 12 березня 2022 р.[206] Учасник операції в Сірії, був 2 рази протягом 2020-2021 рр. Нагороджений медалями "За участь у військовій операції в Сірії", "Учасник маневрів військ Схід-2018". Посмертно нагороджений орденом Мужності. За іншими даними загинув 24 лютого 2024 р.[208]
5. Новолодскій Данило Андрійович (рос. Новолодский Данил Андреевич) — 24 роки, єфрейтор, старший навідник самохідної артилерійської батареї, 11-та окрема гвардійська десантно-штурмова бригада, в/ч 32364 м. Улан-Уде. Загинув до 13 березня 2022 р.[209]
6. Циденов Батор Валерієвич (рос. Цыденов Батор Валерьевич) — 40 років, молодший сержант, навідник 2-ї танкової роти, другого батальйону, 37-ма окрема гвардійська мотострілецька Донська Будапештська Червоного прапора ордена Червоної Зірки бригада, в/ч 69647 м. Кяхта, Бурятія. Загинув до 17 березня 2022 р.[210]
7. Белобородов Євгеній Миколайович (рос. Белобородов Евгений Николаевич) — 20 років, контрактник, 37-ма окрема гвардійська мотострілецька Донська Будапештська Червоного прапора ордена Червоної Зірки бригада, в/ч 69647 м. Кяхта, Бурятія. Загинув в березні 2022 р.[211]
8. Липський Сергій (рос. Сергей Липский) — 20 років, молодший сержант, 37-ма окрема гвардійська мотострілецька Донська Будапештська Червоного прапора ордена Червоної Зірки бригада, в/ч 69647 м. Кяхта, Бурятія. Загинув до 18 березня[212]
9. Дандаров Андрій Анатолійович (рос. Дандаров Андрей Анатольевич) — 19 років, рядовий, 11-та окрема гвардійська десантно-штурмова бригада, в/ч 32364 м. Улан-Уде. Загинув до 19 березня 2022 р.[213][214]
10. Єсіпенко Костянтин Валерійович (рос. Есипенко Константин Валерьевич) — 21 рік, гвардії молодший сержант відділення управління зенітного дивізіону, 37-ма окрема гвардійська мотострілецька Донська Будапештська Червоного прапора ордена Червоної Зірки бригада, в/ч 69647 м. Кяхта, Бурятія. Загинув до 19 березня 2022 р.[214]
11. Іванов Олексій Леонідович (рос. Иванов Алексей Леонидович) — 34 роки, старший лейтенант, 5-та окрема гвардійська танкова Тацинська Червоного прапора ордена Суворова бригада, в/ч 46108 ст. Дивізіонна, Бурятія. Загинув до 21 березня 2022 р.[215]
12. Іванов Микола Олегович (рос. Иванов Николай Олегович) — 33 роки, єфрейтор, 5-та окрема гвардійська танкова Тацинська Червоного прапора ордена Суворова бригада, в/ч 46108 ст. Дивізіонна, Бурятія. Нагороджений орденом Мужності- Загинув до 22 березня 2022 р.[216]
13. Садиков В'ячеслав Рінатович (рос. Садыков Вячеслав Ринатович) — 22 роки, рядовий, зенитник, 35-та окрема гвардійська мотострілецька Волгоградсько-Київська ордена Леніна, Суворова і Кутузова Червоного прапора бригада в/ч 41659. Загинув у лютому 2022 р.[217]
14. Хоцаєв Зорігто Дамбайович (рос. Хоцаев Зоригто Дамбаевич) — 21 рік, гвардії сержант, заступник командира екіпажу бойової машини піхоти, навідник-оператор, 11-та окрема гвардійська десантно-штурмова бригада, в/ч 32364 м. Улан-Уде. У 2020 р. був нагороджений медалю Міністерства оборони Російської Федерації «Учасник військової операції в Сирії». Загинув до 24 березня 2022 р.[218]
15. Колосов Роман Іванович (рос. Колосов Роман Иванович) — 29 років, гвардії старший сержант, заступник командир 2-ї зенітної ракетної батареї зенітного дивізіону, 5-та окрема гвардійська танкова Тацинська Червоного прапора ордена Суворова бригада, в/ч 46108 ст. Дивізіонна, Бурятія. Нагороджений орденом Мужності. Загинув до 18 березня 2022 р.[219]
16. Дульський Олексій Євгенович (рос. Дульский Алексей Евгеньевич) — 19 років, гвардії рядовий, радіотелеграфіст, взводу управління 2-го десантно-штурмового батальйону, 11-та окрема гвардійська десантно-штурмова бригада, в/ч 32364 м. Улан-Уде. Загинув до 26 березня 2022 р.[220]
17. Хлистов Єгор Володимирович (рос. Хлыстов Егор Владимирович) — 23 роки, рядовий або єфрейтор. Нагоджений орденом Мужності Загинув до 20 березня 2022 р.[221]
18. Сукнєв Олександр Миколайович (рос. Сукнев Александр Николаевич) — 32 роки, єфрейтор, 37-ма окрема гвардійська мотострілецька Донська Будапештська Червоного прапора ордена Червоної Зірки бригада, в/ч 69647 м. Кяхта, Бурятія. Нагороджений орденом Мужності. Загинув до 26 березня 2022 р.[222]
19. Казарян Арман Арутюнович (рос. Казарян Арман Арутюнович) — 28 років, можливо рядовий, 11-та окрема гвардійська десантно-штурмова бригада, в/ч 32364 м. Улан-Уде. Загинув до 20 березня 2022 р.[223]
20. Соловйов Андрій Миколайович (рос. Соловьёв Андрей Николаевич) — 47 років, гвардії старший прапорщик, 247-й гвардійський десантно-штурмовий Кавказький козачий полк, в/ч 54801, м. Ставрополь. Загинув до 5 березня. За другими даними загинув разом з командиром полка полковником Костянтином Зізевським на півдні України 26 лютого 2022 р.[224][225]
21. Ільясов Карим Куатович (рос. Ильясов Карим Куатович) — рік народження невідомий, рядовий, 423-й гвардійський мотострілецький Ямпільський Червонопрапорний, орденів Суворова та Кутузова полк в/ч 91701 м. Наро-Фомінськ, Московська область. Загинув 24-25 лютого 2022 р.[226][227]
22. Циремпілов Алдар Сергійович (рос. Цыремпилов Алдар Сергеевич)- 21 рік, лейтенант, командир 2 мотострілкового взводу 7 мотострілкової роти 3 мототрілкового батальйону, 37-ма окрема гвардійська мотострілецька Донська Будапештська Червоного прапора ордена Червоної Зірки бригада, в/ч 69647 м. Кяхта, Бурятія. Представлений до нагородження орденом Мужності посмертно. Похований 8 квітня 2022 р. у селі Хоринськ, Бурятія.[228]